# 1786 год в науке
В 1786 году были различные научные и технологические события, некоторые из которых представлены ниже.

## События
- 8 августа — Мишель Паккар и Жак Бальма совершают первое восхождение на Монблан.
- В Ярославле начинает выходить первый провинциальный ежемесячный журнал в России «Уединённый пошехонец».
- В городе Сынтул Касимовского уезда Рязанской губернии братьями Баташовыми основывается чугунолитейный завод.
- Уильям Плэйфэр изобрёл линейчатый график и гистограммы для представления экономических данных.

## Публикации
- Посмертно опубликована монография немецкого математика Иоганна Генриха Ламберта «Теория параллельных линий». В ней автор рассматривает геометрию, в которой аксиома параллельности Евклида заменена на противоположную (то есть, в современной терминологии, геометрию Лобачевского). Ламберт впервые высказывает мнение, что эта геометрия, несмотря на свою необычность, непротиворечива[1]:

## Родились
- 5 января — Томас Наттолл, английский ботаник и зоолог.
- 26 февраля — Франсуа Араго, французский физик и астроном.
- 22 марта — Иоа́хим Леле́вель, польский историк и политический деятель.
- 3 ноября — Эрнст Гермар, немецкий минералог и энтомолог.

## Скончались
- 4 января — Мозес Мендельсон, немецкий философ (род. 1729).
- 10 апреля — Джон Байрон, английский мореплаватель, дед поэта лорда Байрона (род. 1723).
- 21 мая — Карл Вильгельм Шееле, шведский химик (род. 1742).
- 5 октября — Иоганн Готлиб Гледич, немецкий ботаник и лесовод (род. 1714).